# Richard Holbrooke
Richard Holbrooke (Ciutat de Nova York, 24 d'abril de 1941 – Washington DC, 13 de desembre de 2010) fou un diplomàtic, empresari i escriptor en anglès estatunidenc. Formà part del Partit Demòcrata.
Tingué una actuació destacada a l'Àsia i a Europa. Fou una de les principals figures dels acords de Dayton.
Des del 10 de desembre de 2010 estigué en estat crític després de practicar-li una operació per esquinç de l'aorta a Washington DC. Tres dies després morí, a l'edat de 69 anys.